# Автофазування
Автофазування — явище стійкості руху заряджених частинок у резонансному пришвидшувачі відносно фази електричного поля пришвидшувача.
Принцип автофазування був сформульований В. Й. Векслером (1944) і незалежно Макмілланом (1945) і дозволив створювати фазотрони , а пізніше синхротрони для прискорення релятивістських частинок, що було неможливо в класичному циклотроні.